# Thank You for the Music: A Collection of Love Songs
Thank You for the Music: A Collection of Love Songs — альбом-сборник группы ABBA, выпущенный в ноябре 1983 года в Великобритании лейблом звукозаписи Epic Records. 

## Об альбоме
Релиз состоит из 14 композиций. В большинстве своём они являются альбомными треками или вторыми сторонами синглов группы, однако среди них присутствуют синглы «I Have A Dream», «The Day Before You Came», «Chiquitita», «Eagle». А песня «Thank You For The Music» вышла как сингл именно для продвижения данного альбома. Thank You for the Music: A Collection of Love Songs также включает испаноязычную версию песни «Fernando», тем самым впервые представляя её британским слушателям.
Высшей позицией альбома в UK Albums Chart стала 17-я. Тем самым он нарушил серию чарт-топперов группы, начатую Greatest Hits (1976) и завершённую The Singles: The First Ten Years (1982). Так как ABBA не записали ни одной новой песни с октября 1982 года, альбом можно рассмотреть как попытку лейбла увеличить продажи записей группы, которые заметно упали за предшествующие полтора-два года. Однако этот шаг Epic Records лишь подтвердил слухи о фактическом распаде группы и расстроил фанатов, что отрицательным образом сказалось на продажах. «Лебединая песня» группы, сингл «Thank You for the Music» вместе с «Our Last Summer» на второй стороне, с трудом достигла 33-й позиции.

## Список композиций
Сторона А 
| №  | Название                      | Автор(ы)                     | Длительность |
| -- | ----------------------------- | ---------------------------- | ------------ |
| 1. | «My Love, My Life»            | Андерссон, Андерсон, Ульвеус |              |
| 2. | «I Wonder (Departure)»        | Андерссон, Андерсон, Ульвеус |              |
| 3. | «Happy New Year»              | Андерссон, Ульвеус           |              |
| 4. | «Slipping Through My Fingers» | Андерссон, Ульвеус           |              |
| 5. | «Fernando»                    | Андерссон, Андерсон, Ульвеус |              |
| 6. | «One Man, One Woman»          | Андерссон, Ульвеус           |              |
| 7. | «Eagle»                       | Андерссон, Ульвеус           |              |

Сторона Б 
| №  | Название                  | Автор(ы)           | Длительность |
| -- | ------------------------- | ------------------ | ------------ |
| 1. | «I Have a Dream»          | Андерссон, Ульвеус |              |
| 2. | «Our Last Summer»         | Андерссон, Ульвеус |              |
| 3. | «The Day Before You Came» | Андерссон, Ульвеус |              |
| 4. | «Chiquitita»              | Андерссон, Ульвеус |              |
| 5. | «Should I Laugh or Cry»   | Андерссон, Ульвеус |              |
| 6. | «The Way Old Friends Do»  | Андерссон, Ульвеус |              |
| 7. | «Thank You for the Music» | Андерссон, Ульвеус |              |